# Abraham Levi Pascha
 Abraham Levi Pascha (* unbekannt; † nach 1839) war ein jüdischer Gelehrter des 19. Jahrhunderts und von 1835 bis 1839 der Großrabbiner (Chacham Baschi) des Osmanischen Reichs in Konstantinopel.